# Novînî, Koreț
Novînî (în ucraineană Новини) este un sat în comuna Korîst din raionul Koreț, regiunea Rivne, Ucraina.

## Demografie
Componența lingvistică a localității Novînî
     Ucraineană (98,28%)
     Alte limbi (0,43%)
Conform recensământului din 2001, majoritatea populației localității Novînî era vorbitoare de ucraineană (98,28%), existând în minoritate și vorbitori de armeană (1,29%).